# Maladera kumei
Maladera kumei är en skalbaggsart som beskrevs av Kobayashi 1990. Maladera kumei ingår i släktet Maladera och familjen Melolonthidae. Inga underarter finns listade i Catalogue of Life.